# Notholaena hookeri
Notholaena hookeri là một loài dương xỉ trong họ Pteridaceae. Loài này được Lowe mô tả khoa học đầu tiên năm 1856.
Danh pháp khoa học của loài này chưa được làm sáng tỏ. 